# همیشه در فرار
همیشه در فرار (انگلیسی: The Fugitive Kind) فیلمی به کارگردانی سیدنی لومت است که در سال ۱٩۶۰ منتشر شد. از بازیگران آن می‌توان به مارلون براندو، آنا مانیانی، جوآن وودوارد، مورین استیپلتون و آر. جی. آرمسترانگ اشاره کرد.

## داستان
«والنتین خاویر» یک نوازندهٔ گیتار سرگردان برای جلوگیری از دستگیری‌اش از نیواورلئان فرار می‌کند و در یک شهر کوچک در فروشگاهی که توسط خانم میانسالی به نام «تورنس» اداره می‌شود شغلی بدست می‌آورد.